# Лаг (комп'ютерний сленг)
Лаг (з англ. lag, МФА: [læɡ] — «запізнення», «затримка») — затримка в роботі комп'ютерного застосунку, коли він не реагує на користувацьке введення вчасно. Похідне від нього «лагати» широко використовується користувачами Інтернету для позначення затримок у роботі різних інтернет-сервісів та онлайн-ігор. Також геймери використовують слово «лаг» стосовно затримок самої програми. Часто зустрічається у мережевих іграх. З технічної точки зору є проявом впливу латентності операцій передачі й обробки даних на якість роботи системи реального часу.

## Лаг у мережевих іграх
Основною причиною лагів є час, необхідний на передачу інформації від клієнта до сервера та навпаки. Це пов'язано зі швидкістю з'єднання та завантаженістю каналів на всій протяжності від клієнта до сервера. Також немалу роль відіграє відстань між клієнтом і сервером, у відношенні кількості точок доступу та вузлів. Строго кажучи, кожний пакет, що передається, дістається з затримкою, проте лагами зазвичай називають лише відчутні затримки, що заважають нормальній грі. При цьому сприйняття лагів гравцями залежить від багатьох факторів, насамперед пов'язаних з необхідною в конкретний ігровий момент точністю та часом реакції. Зазвичай причиною мережевих лагів є втрата мережевих пакетів і пов'язане з цим повторне надсилання загублених мережевих пакетів. Збільшення часу проходження мережевих пакетів без їх втрати зазвичай називається «великим пінгом».

## Затримка реакції гри
У ранніх відеоіграх було прийнято синхронізувати обрахунок фізики з частотою кадрів. Кожна ігрова система оновляла зображення фіксовану кількість разів на секунду. Для телевізійних приставок ця частота дорівнює частоті кадрів телевізора. За період між оновленнями екрану гра здійснює всі необхідні обчислення для забезпечення ігрового процесу (в тому числі опитування пристроїв введення). У випадку слабкої обчислювальної потужності системи чи непередбачених дій гравця програма може не встигнути виконати всі необхідні обчислення у відведений час до оновлення екрану. Тоді решту дій (у тому числі оновлення картинки) переносяться на наступний кадр. При цьому знижується не лише частота оновлення екрану, а й частота опитування користувацького введення.
Сучасні ігри використовують змінну частоту кадрів для усунення видимих затримок анімації. При цьому обробка фізики та промальовування картинки відбуваються окремо, зазвичай із різною частотою. Гра малює між кадрами оновлення фізики проміжні стани об'єктів. Слабкість комп'ютера чи надмірність обчислень компенсуються насамперед зниженням частоти промальовування зображення, а частота опитування введення й обробки фізики не зменшується. Внаслідок динаміка гри залишається сталою, але зображення є менш плавним. У випадку, якщо зниження частоти виведення зображення не достатньо, навіть сучасній грі доводиться знижувати частоту обробки фізики й опитування введення, що призводить до відчутних затримок реагування гри на дії гравця.